# Tráfico de mulheres

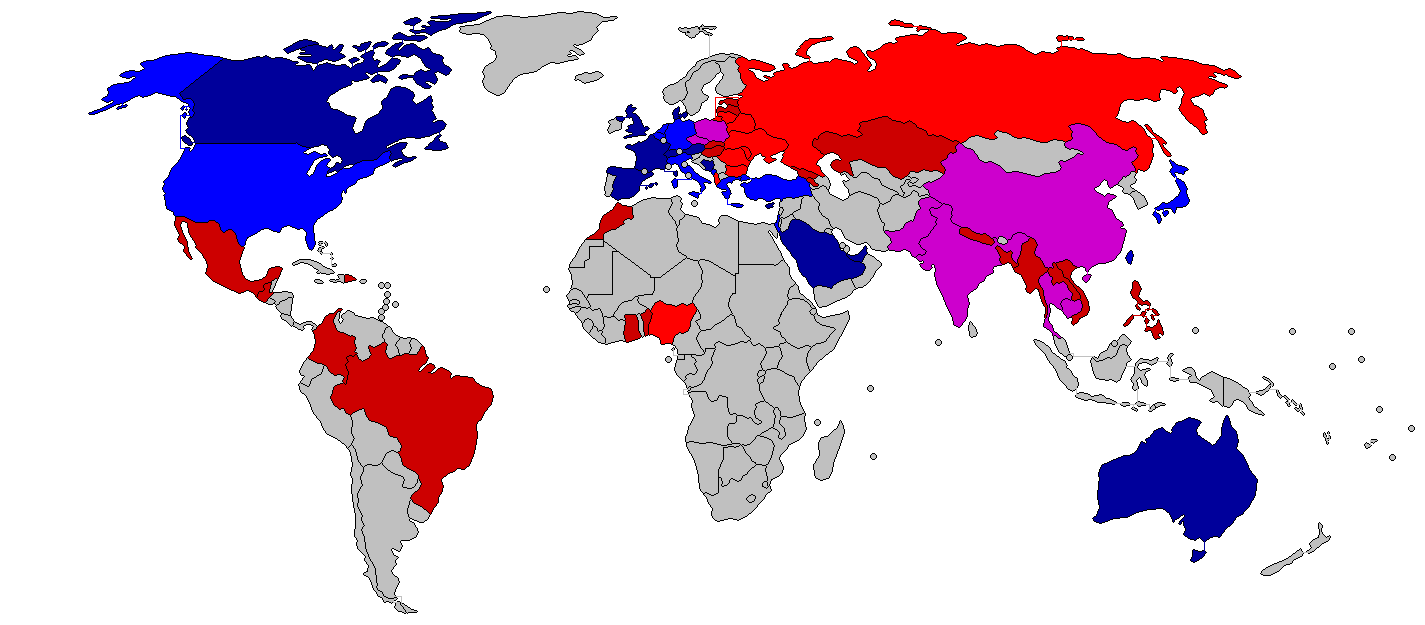
Tráfico de seres humanos. Casos mais relatados de países de origem e destino. Origem: vermelho claro; muito alto, vermelho escuro; alta. Destino: azul claro; muito alto, azul escuro; alta. Roxo: país de origem e destino.(Dados de 2006)

O tráfico de mulheres é uma das modalidades do tráfico de pessoas mais praticadas no mundo. O tráfico de mulheres, em sua essência, se presta à escravidão sexual e à venda da mulher como objeto sexual.

## Definição
A Convenção de Palermo, um dos poucos marcos legais que tratam do tráfico de pessoas, o define como o recrutamento, o transporte, a transferência, o alojamento de pessoas utilizando-se de ameaça, uso da força, formas de coação e abuso de autoridade sobre situações de vulnerabilidade para fins de exploração.

## Caracterização

### Perfil das vítimas
A fundação francesa Scelles, que luta contra a exploração sexual, divulgou que há cerca de 42 milhões de pessoas em situação de prostituição no mundo. 75% dessas são mulheres com idade entre 13 e 25 anos. O relatório da OIT (Organização Internacional do Trabalho) sobre o assunto acrescenta que são de classes populares, apresentam baixa escolaridade, habitam em espaços urbanos periféricos com carência de saneamento, transporte (dentre outros bens sociais comunitários), moram com familiares, têm filhos e exercem atividades laborais com baixa remuneração. Muitas delas já foram submetidas a alguma forma de prostituição. O mesmo relatório avalia que entre as causas do tráfico de pessoas para fins de exploração sexual estão: instabilidade política, econômica e civil em regiões de conflito, emigração não legalizada, violência doméstica, ausência de oportunidades de trabalho. Esta última é maior motivação por conta da vulnerabilidade social e econômica em que essa situação insere as mulheres.
Esta dura realidade coloca a toda classe trabalhadora e, em específico, às mulheres a necessidade de lutar para colocar fim a esta exploração e opressão. Coloca a necessidade de organização para que tenha fim de uma vez por todas este sistema, que se utiliza do corpo, do sangue, do trabalho de uma enorme parcela da população para enriquecer uma minoria.

### Consequências para as vítimas
Para quem realiza este tipo de exploração, a atividade tem baixos riscos e altos lucros. As mulheres traficadas entram no seu país de destino com visto de turista e a ação da exploração sexual muitas vezes é camuflada nos registros por atividades legais como o agenciamento de modelos, babás, garçonetes ou dançarinas.
Poucas das mulheres vítimas deste crime têm ciência de que a migração se destina à exploração sexual. Por vezes elas permanecem em cárcere privado, sob permanente vigilância, além de sofrerem preconceito e discriminação por parte dos clientes e dos donos dos estabelecimentos.
Sabe-se que essas mulheres trabalham de 10 a 13 horas diárias no mercado do sexo, não podendo recusar clientes e sendo submetidas ao uso abusivo de drogas e álcool para permanecerem despertas. Elas acabam não se reconhecendo como traficadas, não se dão conta da grave exploração que sofrem, apenas admitem que foram enganadas.
O tráfico para fins de exploração sexual traz irreversíveis consequências às mulheres. Estas ficam expostas a todo tipo de doença sexualmente transmissível, inclusive ao vírus HIV, sofrem ataques físicos por parte dos clientes, são atacadas sexualmente pelos aliciadores, têm que lidar com constantes ameaças ou intimidações por todo o período que permanecem em regime de escravidão sexual, além de destinarem todo o dinheiro que arrecadam para pagar a dívida contraída com os cafetões.
O mais alarmante é que se detectou que vem aumentando a quantidade de brasileiras que entram nos países de línguas neolatinas da Europa para fins de exploração sexual. Dessas tantas, muitas estão sofrendo uma nova forma de exploração: a revenda. As mulheres permanecem um pequeno período, menos de 28 dias, em um estabelecimento de prostituição, em seguida são revendidas a outros estabelecimentos com a finalidade levar novas possibilidade de escolha dos clientes. Para a estudiosa do assunto Iana Matei, o aumento desse comércio de troca é consequência da relação de traficantes de entorpecentes com a exploração sexual, levando a este ramo a administração em rede e a renovação de mercadoria para lucrar mais.
- Cartaz alertando mulheres e meninas alemãs sobre o perigo do tráfico humano nos EUA (c.1900-1910).
- As mulheres traficadas usadas para prostituição na Europa Ocidental podem, através de ameaças ou intimidação, ser forçadas a transferir seus ganhos para seus traficantes.
- Prostituição na Tailândia: bordel em Pattaya (2005).

## Estatísticas
Segundo relatório da Anistia Internacional, o tráfico de pessoas é uma das formas ilegais mais lucrativas no mercado mundial. Dados da OIT estimam que o tráfico humano movimente por ano cerca de 32 bilhões de dólares.
Segundo estimativas do Instituto Europeu para o Controle e Prevenção do Crime, cerca de 500 mil pessoas são traficadas de países mais pobres para este continente por ano. Quanto ao tráfico de pessoas para fins sexuais, estima-se que 98% das vítimas em todo o mundo são mulheres.
Para a Associação para a Prevenção e Reinserção da Mulher Prostituída (APRAMP), a situação das brasileiras inseridas neste mercado de exploração merece atenção. A instituição alerta que o Brasil é hoje o país com maior número de mulheres traficadas para fins sexuais da América do Sul. Dados da Pesquisa Nacional sobre o Tráfico de Mulheres, Crianças e Adolescentes (PESTRAF) contabilizam 110 rotas nacionais e 131 rotas internacionais, sendo 32 dessas para a Espanha.
O tráfico de mulheres é crime na maior parte dos países, incluindo Brasil, o que não impede sua prática. De acordo com a Organização das Nações Unidas, cerca de 2,5 milhões de pessoas são vendidas a cada ano e destas, 80% são mulheres e vítimas do tráfico sexual.
O tráfico de escravas brancas continua a todo vapor em Israel, onde cerca de duas mil jovens originárias da ex-URSS foram levadas à força nos últimos anos e obrigadas a prostituir-se. De acordo com o livro In Foreign Parts: Trafficking in Women in Israel (em português, Em Regiões Estrangeiras: Traficando Mulheres em Israel), de Ilana Hammerman, publicado em 2004, milhares de mulheres são abduzidas anualmente, a maioria da Rússia, Ucrânia, Moldávia, Uzbequistão, China e comerciadas em Israel.